# 東京新党16
東京新党16（とうきょうしんとうじゅうろく）は、東京都の地域政党。英名称：TOKYO NEO PARTY SIXTEEN。

## 党史
- 2022年（令和4年）11月20日に報道機関の取材に対し、翌年4月23日投開票の北区長選挙および区議会議員選挙に大沢樹生（元光GENJI）を支持、さかのみさ子、高木けい一、谷口洋行、ひらたきみ子ら5人を擁立する意向を表明した[1]。大沢は12月1日の記者会見で立候補を正式表明したほか新規の地域政党『東京新党16』の推薦を受けることも合わせて発表。シアタープロレス花鳥風月社長の大野公寿が代表を務める[2][3][4]。
- 同年12月、シアタープロレス花鳥風月所属の覆面レスラーであるザ・シャークが西東京市議選に立候補する[5]が落選。
- 2023年（令和5年）4月5日、北区長選公示直前で、6期目を目指す現職の花川與惣太と政策協定を締結したうえで支援に回り、大沢の区長選立候補支援を取り止めることを発表した[6]。2023年（令和5年）4月23日、投開票で花川区長は、３位(39,702票)となり落選した。
- 2023年（令和5年）4月23日実施、北区議会議員選挙において４名、豊島区議会議員選挙において１名を擁立していたが、全員落選した。

## 基本政策
3つの「取り戻す」をスローガンとして掲げる。
- 地域に政治を取り戻す[7]。
- 住民主導のまちづくりを取り戻す[7]。
- 強い日本、東京を取り戻す[7]。

またプロレスを始めとしたスポーツ、エンタメによる地域復興を掲げている。